# Ecru
Ecru és un town al comtat de Pontoloc a l'estat de Mississipi. Segons el cens del 2000 tenia 947 habitants.

## Demografia
Segons el cens del 2000, Ecru tenia 947 habitants, 374 habitatges, i 259 famílies. La densitat de població era de 89,4 habitants per km².
Dels 374 habitatges en un 32,4% hi vivien nens de menys de 18 anys, en un 54,3% hi vivien parelles casades, en un 11,8% dones solteres, i en un 30,5% no eren unitats familiars. En el 28,1% dels habitatges hi vivien persones soles el 12,3% de les quals corresponia a persones de 65 anys o més que vivien soles. El nombre mitjà de persones vivint en cada habitatge era de 2,46 i el nombre mitjà de persones que vivien en cada família era de 3,05.
Per edats la població es repartia de la següent manera: un 24,9% tenia menys de 18 anys, un 8,4% entre 18 i 24, un 28,1% entre 25 i 44, un 21,3% de 45 a 60 i un 17,2% 65 anys o més.
L'edat mediana era de 37 anys. Per cada 100 dones de 18 o més anys hi havia 91,6 homes.
La renda mediana per habitatge era de 30.815 $ i la renda mediana per família de 38.571 $. Els homes tenien una renda mediana de 27.961 $ mentre que les dones 20.263 $. La renda per capita de la població era de 15.447 $. Entorn del 6,5% de les famílies i l'11,4% de la població estaven per davall del llindar de pobresa.

## Poblacions més properes
El següent diagrama mostra les poblacions més properes.